# Середнє Шарі
Регіон Середнє Шарі (фр. région du Moyen-Chari, араб. منطقة شاري الأوسط трансліт. minṭaqâtu Šārī l-Awsaṭ ) — один з 22 регіонів, на які розподіляється Чад. Регіон був створений в 2002 році на північних територіях колишньої префектури Середнє Шарі (південні області префектури утворили окремий регіон Мандуль).
Середнє Шарі знаходиться на крайньому півдні країни; на сході воно межує з регіоном Саламат, на півночі — з регіоном Гера, на північному заході — з Шарі-Багірмі, на заході — з регіонами Танджиле та Східний Логон, на півдні — з регіоном Мандуль, на південному сході — з Центральноафриканською республікою. Столиця — місто Сарх.
Економіка регіону базується на натуральному сільському господарстві, скотарстві, вирощуванні та переробці бавовни і цукрової тростини.
Регіон розділяється на три департаменти, які, в свою чергу, поділяються на 18 супрефектур.
| Департамент | Центр | Супрефектури                                                               |
| ----------- | ----- | -------------------------------------------------------------------------- |
| Барх-Кох    | Сарх  | Балімба, Корбол, Кумого, Муса-Фойо, Сарх                                   |
| Гранд-Сідо  | Маро  | Данамаджі, Дьєке-Дьєке, Маро, Сідо                                         |
| Лак-Іро     | К'ябе | Алако, Балтубай, Бохобе, Бум-Кебір, Діндьєбо, К'ябе, Нгодей, Роро, Сінгако |